# رابرت لفکوویتس
رابرت ژوزف لفکوویتس (به انگلیسی: Robert Joseph Lefkowitz)، پزشک و زیست‌شیمی‌دان امریکایی و برنده جایزه نوبل شیمی سال ۲۰۱۲ میلادی است.

## زندگی‌نامه
وی در ۱۵ آوریل ۱۹۴۳، در نیویورک سیتی و در خانواده‌ای یهودی متولد شد.
در سال ۱۹۶۲ میلادی، مدرک کارشناسی خود را از دانشگاه کلمبیا دریافت نمود و چهار سال بعد موفق به اخذ مدرک دکترای پزشکی از دانشکده پزشکی دانشگاه کلمبیا گردید. پس از ادامه تحصیل در رشته زیست‌شیمی و آغاز تدریس، در سال ۱۹۷۷ عنوان پروفسور در دانشگاه دوک را به دست آورد.
در سال ۲۰۱۲ میلادی، جایزه نوبل شیمی به دلیل پژوهش‌ها در زمینه گیرنده جفت‌شونده با پروتئین جی، مشترکاً به وی و برایان کبیلکا تعلق گرفت.